# Miramax
A Miramax Films é uma produtora e distribuidora de filmes dos Estados Unidos da América, atualmente uma joint-venture entre o estúdio Paramount Pictures e a empresa de esportes e entretenimento catariana beIN Media Group. Fundada em 1979 pelos irmãos Bob Weinstein e Harvey Weinstein. Começou como uma produtora independente, com sucessos como Pulp Fiction (1994) e Sexo, Mentiras e Videotape (1989). Continuou obtendo êxito na década de 1990, quando foi adquirida pela Walt Disney Company. Foi então que obteve êxitos comerciais com filmes como The English Patient (1996), Shakespeare Apaixonado (1999) e Chicago (2002), todos vencedores do Oscar de melhor filme do ano. Foi também responsável pelo êxito do brasileiro Cidade de Deus (2002), do italiano A Vida É Bela (1997) e de outras produções estrangeiras nos Estados Unidos.
Após dezessete anos de parceria com a Disney a empresa vendeu, em julho de 2010, a sua participação nos estúdios para um grupo liderado pelo empresário da construção Ronald Tutor.
Em 3 de abril de 2020, a ViacomCBS comprou 49% da Miramax, assim, seu catálogo assim como seus futuros filmes serão distribuídos pela Paramount Pictures (subsidiária da ViacomCBS)